# Charles Tart

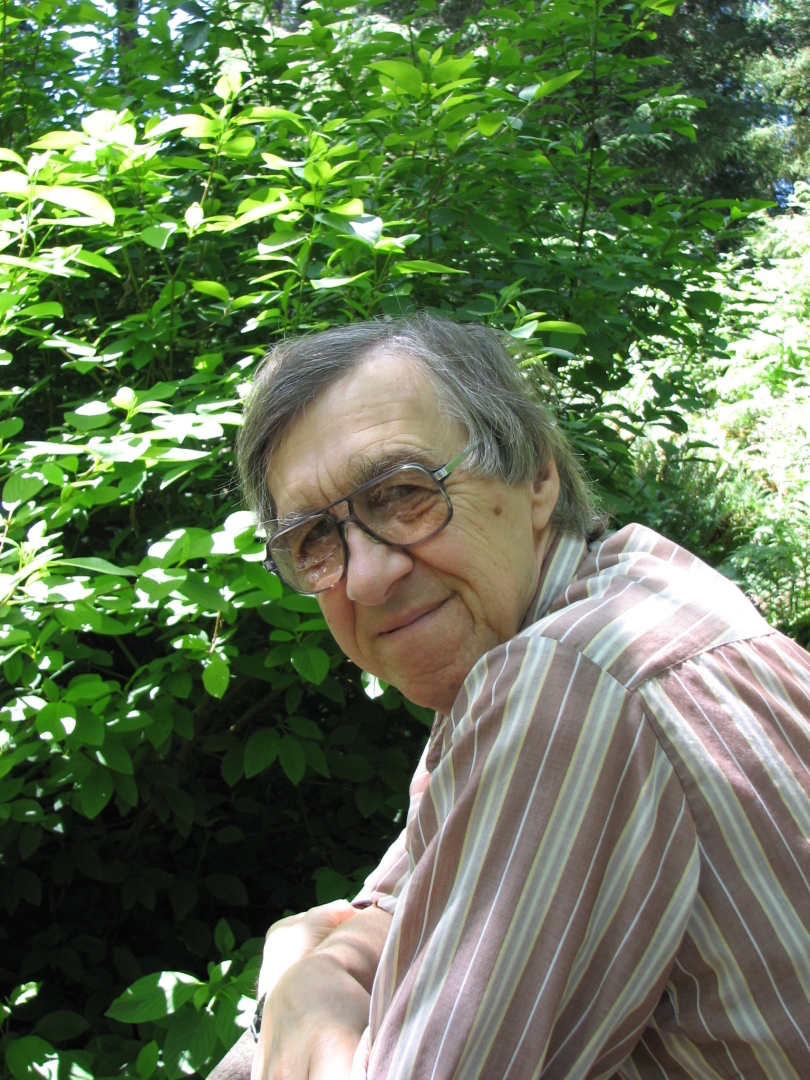
Charles T. Tart, 2006

Charles T. Tart (* 29. April 1937 in Morrisville, Pennsylvania; † 5. März 2025) war ein US-amerikanischer Psychologe und Mitbegründer der Transpersonalen Psychologie.

## Leben
Charles Tart wuchs in Trenton, New Jersey, auf. Er studierte zunächst Elektrotechnik am Massachusetts Institute of Technology, bevor er sich dazu entschloss, Psychologe zu werden. Er promovierte 1963 an der University of North Carolina at Chapel Hill und arbeitete danach in der Hypnoseforschung bei Ernest Hilgard an der Stanford University.
Im Jahr 1966 wurde er Professor für Psychologie an der University of California, Davis. Dort lehrte er 28 Jahre bis zu seiner Emeritierung im Jahre 1994. Danach war er Mitglied am Institute of Transpersonal Psychology in Palo Alto, Kalifornien. Im Jahr 1987 wurde Tart zusätzlich Senior Research Fellow am Institute of Noetic Sciences in Sausalito.
Tart war der erste Inhaber des Bigelow Chair of Consciousness Studies an der University of Nevada, Las Vegas. Er arbeitete als Gastprofessor in Ost-West-Psychologie am California Institute of Integral Studies sowie als Lehrkraft in Psychiatrie an der medizinischen Fakultät der University of Virginia und als Gutachter für regierungseigene parapsychologische Untersuchungen am Stanford Research Institute.

## Forschungsgebiete
Tart wurde aufgrund seiner Forschungen zur Natur des Bewusstseins sowie dessen verschiedenen Zustände und mit Untersuchungen zur Parapsychologie international bekannt.

## Veröffentlichungen
- 1969: Altered States of Consciousness. New York / London
- 1971: On Being Stoned: A Psychological Study of Marijuana Intoxication.
- 1975: Transpersonal Psychologies.
- 1975: States of Consciousness.
- 1975: Symposium on Consciousness. Mit P. Lee, R. Ornstein, D. Galin u. A. Deikman
- 1976: Learning to Use Extrasensory Perception.
- 1977: Psi: Scientific Studies of the Psychic Realm.
- 1979: Mind at Large. mit Harold E. Puthoff und Russel Targ. Institute of Electrical and Electronic Engineers Symposia on the Nature of Extrasensory Perception.
- 1986: Waking Up: Overcoming the Obstacles to Human Potential. Shambala Publ., Boston 1987 und Element Books Ltd., Dorset, U.K. 1988; dt.: Hellwach und bewusst leben. Wege zur Entfaltung des menschlichen Potentials – die Anleitung zum bewußten Sein.  Scherz, Bern 1988 – seit 1995 Arbor, Freiamt ISBN 3-924195-24-2
- 1989: Open Mind, Discriminating Mind: Reflection on Human Possiblities.
- 1994: Living the Mindful Life. – A Handbook for Living in the Present Moment. Shambhala Publ., Boston; dt.: Die innere Kunst der Achtsamkeit. Ein Handbuch für das Leben im gegenwärtigen Moment. Arbor, Freiamt 1996, ISBN 3-924195-26-9
- 1997: Body Mind Spirit: Exploring the Parapsychology of Spirituality.
- 2001: Mind Science: Meditation Training for Practical People.

| Personendaten    | Personendaten                |
| ---------------- | ---------------------------- |
| NAME             | Tart, Charles                |
| ALTERNATIVNAMEN  | Tart, Charles T.             |
| KURZBESCHREIBUNG | US-amerikanischer Psychologe |
| GEBURTSDATUM     | 29. April 1937               |
| GEBURTSORT       | Morrisville, Pennsylvania    |
| STERBEDATUM      | 5. März 2025                 |